# دودو باتشيكو
دودو باتشيكو هو لاعب كرة قدم برازيلي في مركز الدفاع، ولد في 1 فبراير 1997 في Manacapuru ‏ في البرازيل. لعب مع غريميو بورتو أليغرينزي.